# Японская бычья акула
Японская бычья акула, или широкополосая бычья акула, или широкополосая рогатая акула, или широкополосый разнозуб (лат. Heterodontus japonicus) — вид хрящевых рыб рода бычьих акул семейства разнозубых акул. Обитает в восточной части Тихого океана у берегов Японии, Кореи и Китая. Встречается на глубине 6—37 м. Максимальная зафиксированная длина 1,2 м. Рацион в основном состоит из моллюсков и мелких костистых рыб. Размножается, откладывая яйца, заключённые в покрытую спиралевидным гребнем капсулу. Представляет небольшой интерес как объект любительской рыбалки.

## Таксономия
Русский натуралист Николай Миклухо-Маклай и австралийский биолог Уильям Джон Макли опубликовали первое научное описание японской бычьей акулы под названием Cestracion japonicus в 1884 году. Голотип представляет собой самку длиной 40,2 см, пойманную в 1883 году у берегов Токио, Япония.

## Ареал
Японские бычьи акулы обитают в западной части Тихого океана от Японии до Корейского полуострова и вдоль побережья Китая вплоть до острова Тайвань.
Эти донные рыбы держатся на континентальном шельфе на глубине 6—37, предпочитая каменистые рифы и заросли бурых водорослей.

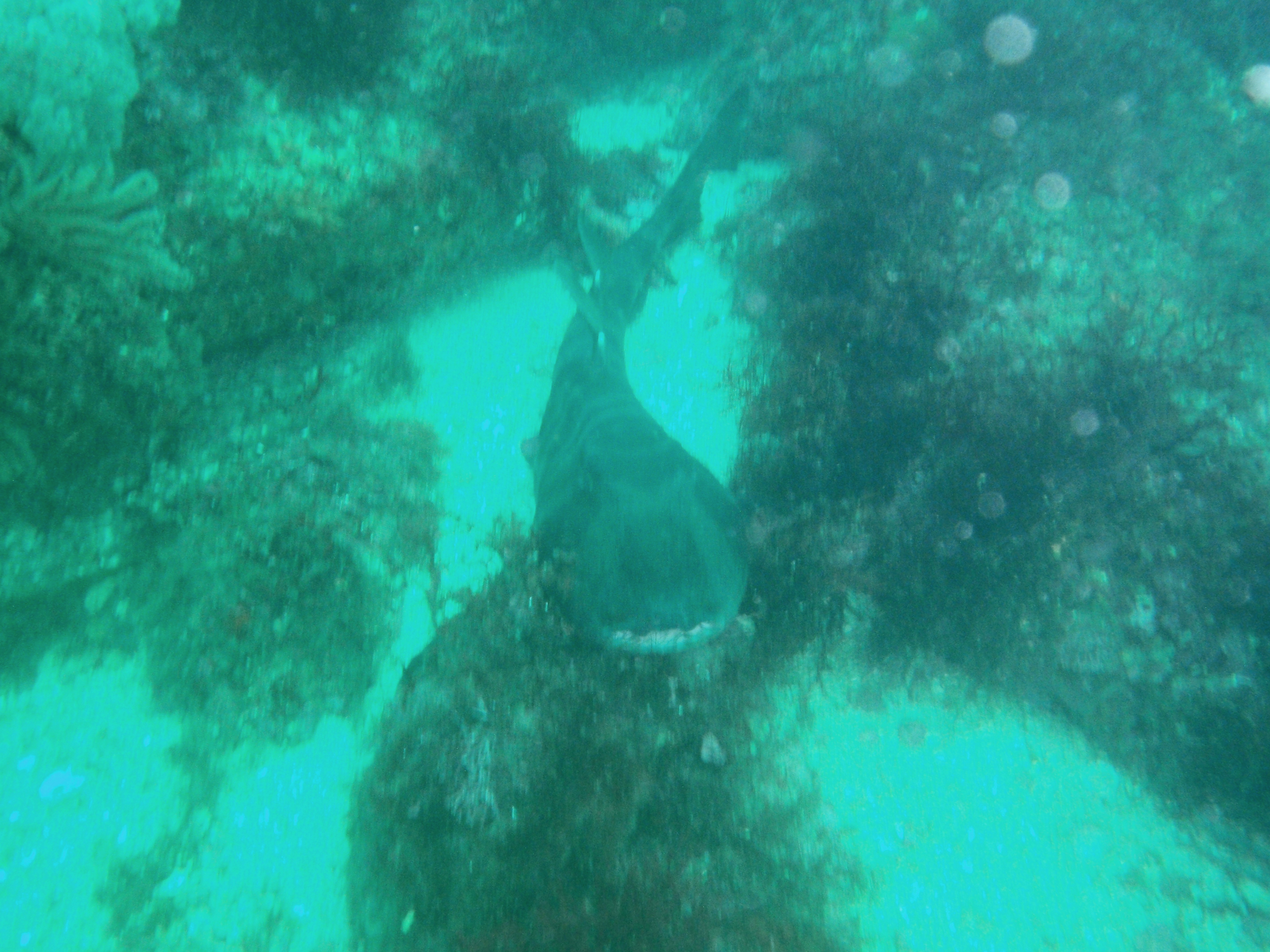
Японские бычьи акулы держатся на дне.

## Описание
У японских бычьих акул тело в форме цилиндра и массивная голова с тупой и короткой мордой. Имеются характерные надглазничные выступы. Между ними на голове пролегает неглубокая выемка. Мигательные мембраны отсутствуют. Позади глаз имеются брызгальца. Ноздри обрамлены на входящие и выходящие отверстия длинными кожными лоскутами, которые доходят до рта. Входные отверстия окружены углублениями, в то время как другое углубление соединяет выходные отверстия и небольшой рот, расположенный на самом кончике морды. Передние зубы небольшие и заострённые. Каждый зуб оканчивается центральным остриём, по бокам которого имеются небольшие латеральные зубцы. Боковые зубы крупнее, вытянуты продольно и имеют форму моляров. По углам рта имеются глубокие борозды.

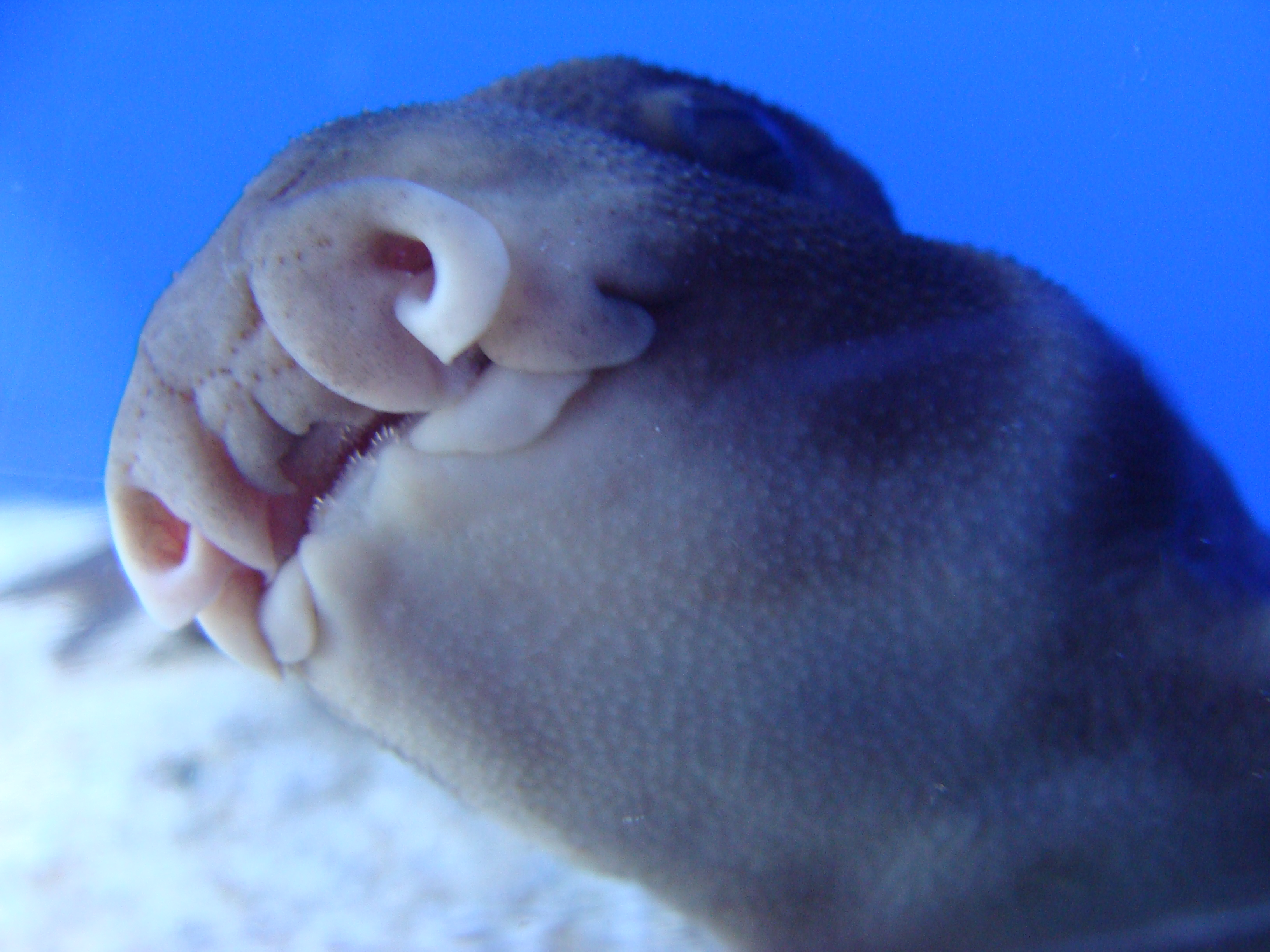
Характерные кожные лоскуты, обрамляющие ноздри японских бычьих акул.

Грудные плавники очень крупные и закруглённые. Спинные плавники тоже закруглены, слегка серповидной формы. Первый спинной плавник крупнее второго. Его основание начинается над серединой основания грудных плавников. У основания обоих спинных плавников имеется вертикальный шип. Основание второго спинного плавника находится между основаниями брюшных и анального плавников. Брюшные плавники меньше спинных. Анальный плавник почти в два раза меньше обоих спинных плавников, его основание позади основания второго спинного плавника. Хвостовой плавник широкий. У края верхней лопасти имеется большая вентральная выемка. Кожа шлемовидных бычьих акул покрыта крупными и грубыми, особенно на боках, кожными зубчиками. Окрас светло-коричневого цвета, по основному фону расположены 11—14 пять тёмных расплывчатых полос. Под глазами имеются тёмные пятна. Между надглазничными выступами пролегает малозаметная светлая полоса. Максимальная зафиксированная длина — 1,2 м.

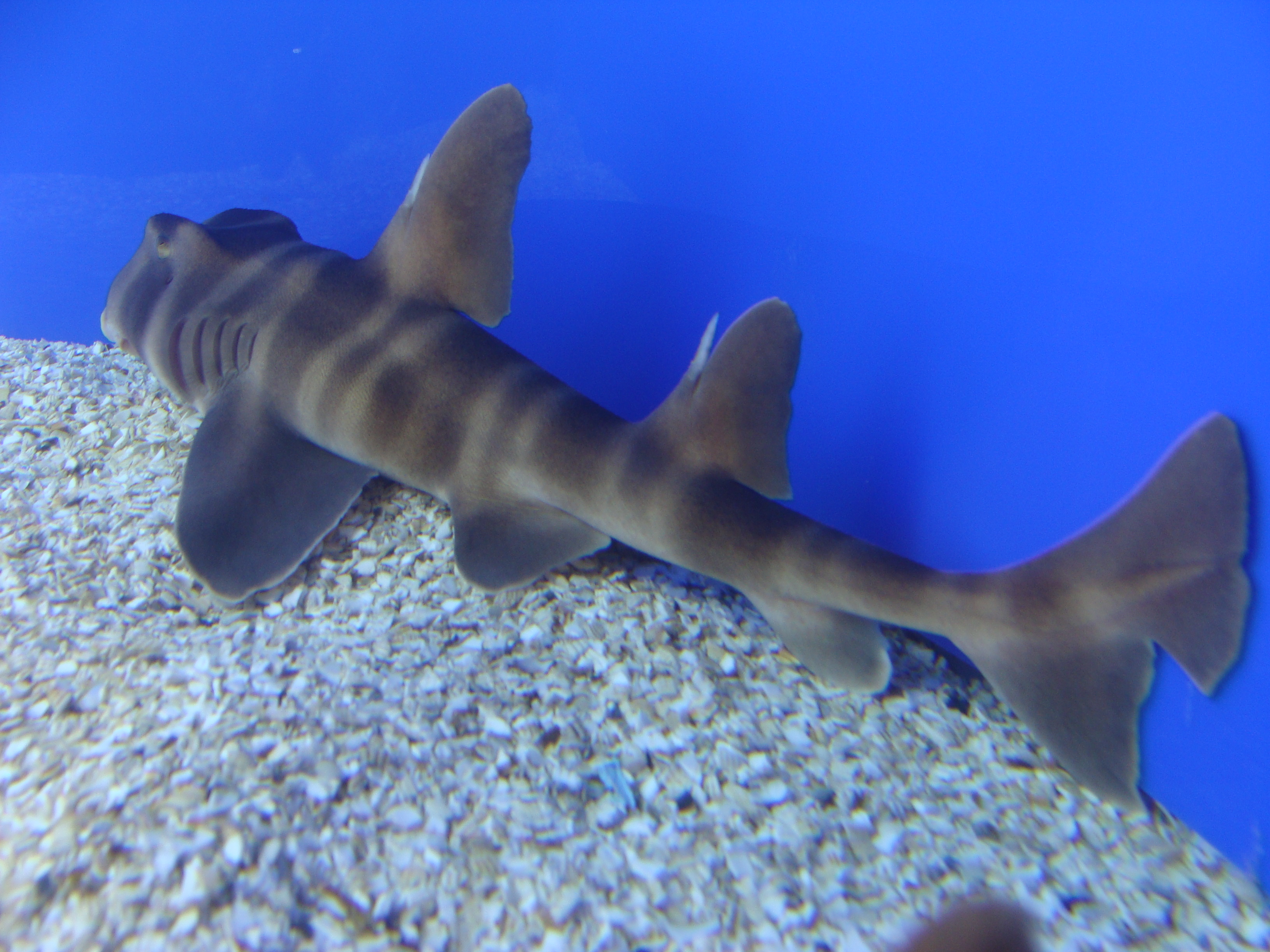
Характерный окрас японских бычьих акул.

## Биология
Японские бычьи акулы — медлительные пловцы, которые ведут ночной образ жизни. Их рацион в основном состоит из моллюсков, ракообразных, мелких рыб и морских ежей. В поисках пищи эти акулы «ползают» по дну, опираясь на крупные грудные плавники. Обнаружив добычу, они вытягивают челюсти, хватают её и дробят боковыми широкими зубами. На этих акулах паразитируют копеподы Dissonus pastinum и простейшие Haemogregarina heterodontii.
Японские бычьи акулы размножаются, откладывая яйца, заключенные в капсулу, обвитую спиралевидным гребнем. На одном конце имеется пара коротких усиков. Самки откладывают яйца на глубине 8—9 м на каменистое дно или в заросли водорослей. Иногда несколько самок откладывают яйца в одно «гнездо», в котором может быть до 15 яиц. В японских водах самки откладывают по паре яиц 6—12 раз с марта по сентябрь, пик приходится на март и апрель. С момента откладки до вылупления детёнышей проходит около года; длина новорожденных 18 см, внешне они очень похожи на уменьшенных взрослых акул, но у них более яркая окраска. Самцы достигают половой зрелости при длине 69 см.

## Взаимодействие с человеком
Эти акулы не представляют опасности для человека и легко могут быть пойманы дайверами. В Японии они представляют минимальный интерес в качестве источника пищи, однако их часто содержат публичных аквариумах. Международный союз охраны природы присвоил этому виду статус «Вызывающий наименьшие опасения».